# Violette kraai
De violette kraai (Corvus violaceus) behoort tot de familie van de kraaiachtigen.

## Verspreiding en leefgebied
Deze soort is endemisch in Indonesië op de eilanden Seram en Ambon in de Molukken.